# František Faktor
František Faktor (27. března 1861 Říčany – 23. října 1911 České Budějovice) byl český chemik a středoškolský profesor. Působil v Karlíně, Prostějově, Praze a Českých Budějovicích. Cestoval po Evropě, Blízkém Východě a Severní Americe. Roku 1902 byl promován na prvního doktora chemie na české technice. Byl autorem odborných publikací, vlastivědných průvodců z českých zemí a cestopisů.

## Život
Pocházel ze Říčan. Studoval na reálce v Písku a pražské technice. Pracoval nejprve jako suplent, poté profesor chemie na reálných školách v Karlíně, Prostějově a na Starém Městě pražském. V 80. a 90. letech podnikl několik vědeckých cest po Evropě, USA, Malé Asii, Egyptě a Palestině. Určitou dobu pracoval v chemické továrně v německém Schalke (dnes část města Gelsenkirchen), poté navštívil Belgii, Nizozemsko, Francii, Švýcarsko, Itálii, Srbsko, Bulharsko a Turecko. Třikrát pobýval v Rusku. Procestoval i Egypt, Palestinu, Sýrii, Kavkaz a Severní Ameriku.
25. ledna 1902 byl promován jako první doktor chemie (a druhý doktor technických věd po železničním úředníku Janu Baštovi) na české technice.
Jako profesor byl velmi oblíbený. Měl zálibu pro chemii i zeměpis a své nadšení přenášel na studenty. Dobře znal jak Čechy, tak cizí země, a na cestách dokázal snadno porozumět místním zvykům a kultuře. Hodiny zeměpisu potom zpestřoval popisem svých zážitků z navštívených krajů. Během pobytu v Prostějově dokumentoval historické památky, čímž si získal přízeň a důvěru okolních obyvatel.
V lednu 1910 byl jmenován ředitelem reálky v Českých Budějovicích, již v říjnu téhož roku tam ale zemřel.

## Dílo
Byl autorem odborných pojednání o chemii, vlastivědných průvodců po českých regionech a cestopisů ze zahraničí. Knižně vydal např.:
- Popis okresu Blovického (1887)
- Základy chemické technologie. I. svazek, Cukrovarství (1890)
- Kuchyňská sůl (1892)
- Z východních krajů ; Cesta severní Amerikou (1896)
- Návod k praktickým cvičením v chemické laboratoři žákovské na vyšších realných školách (1897)
- Z krásné Itálie (1897)
- Popis okresního hejtmanství Prostějovského (1898) Dostupné online
- Millionová města evropská (1899)
- Prostějov a okolí (1899) dostupné online
- Z cest po Rusku (1900)
- Výroba lučebnin v chemickém velkoprůmyslu nejnovějšími methodami (1901)

Ve školních zprávách staroměstské reálky uveřejnil odborná pojednání a reportáž z cesty na Ural.